# Карін (ашхар)
Карін (вірм. Կարին, також «Висока Вірменія»; Бардзр Айк, вірм. Բարձր Հայք; у греко-римських авторів «Каренітида») — ашхар (область) Великої Вірменії. Розташовувалася на заході, в районі міста Ерзурум.

## Історія
Територія ашхару (області) Бардзр Айк (Висока Вірменія) у II-му і в першій чверті I тисячоліття до н. е. входила до складу стародавньої арійської (індо-європейської) держави Хаяса і була населена племенами хаяса-ацці. Потім ця область входила до складу царства Мала Вірменія, що виникло в останній чверті VII століття до н.е. і проіснувало з перервами до кінця I століття н. е., коли, після скасування римським імператором Веспасіаном, воно було перетворене на римську провінцію. Більша ж частина Барцр Хайку була приєднана до Великої Вірменії на початку II ст. до н. е. Арташесом I.

## Опис
Площа Високої Вірменії становила 23 860 км2. Найбільші міста Карін (у візантійців Феодосіополь), Єрзнка. Вірменський географ VII століття Ананія Ширакаці описує провінцію так:
|  | Висока Вірменія охоплює 9 областей: 1. Даранагі, 2. Ар'юц, 3. Мендзур, 4. Єкегеац, 5. Мананагі, 6. Дерджан, 7. Спер, 8. Шатгомк, 9. Карін. Ця Вірменія, відповідно до своєї назви, справді вища від всіх земель, бо від неї течуть ріки на всі чотири боки. В ній 3 гори, багато дичини і придатних (у їжу) птахів, теплі води, соляні копальні, достаток у всьому і місто Феодосіополь. |

Внаслідок розділення Вірменії 387 року відійшла до Римської (потім Східної Римської) імперії, після чого головне місто перейменували на честь імператора Феодосія Великого, який правив тоді.